# 韓禮德
韓禮德，本名迈克尔·亚历山大·柯克伍德·哈利迪（英語：Michael Alexander Kirkwood Halliday，1925年4月13日—2018年4月15日），英国当代語言學家、语言学教授，是世界两大主要语言学派之一的系统功能语言学的创始人。

## 生平
他於英國生長，在倫敦大學中文系獲現代漢語文學士學位後，到中國留學，在北京大學師承羅常培，學習語音、詞彙和比較語言學，在嶺南大學隨王力學習方言、語法。中國留學三年後，回英國劍橋大學繼續研究漢語語法，以論文《分析中國元朝秘史的語言》取得博士學位。教了數年中文後，他改變了學術的方向，成為語言學家，于1958年搬到爱丁堡居住，并至63年担任爱丁堡大学语言学教授。1965年獲聘為倫敦大學教授；1976年到澳洲，成為悉尼大学語言學系創系教授，在悉尼任教直至退休。他的工作包括許多不同領域的語言理論和應用研究，他特別關心如何把對語言基本原則的瞭解應用到教育的理論和實踐上。他曾任香港城市大學翻譯及語言學系客座教授。
韓禮德從倫敦學派、布拉格學派、哥本哈根學派學習，研習索緒爾、馬林諾斯基（MALINOWSKI）、沃夫（WHORF）、弗恩（FIRTH）和伯恩斯坦（BERNSTEIN）等人學說，發展了對語言教與學上影響甚巨的系統功能語言學，提出了有別於喬姆斯基等形式語言學學家的語言觀，認為語言有三個互相緊扣的特色：其一是語言是社會過程；其二是語言是一個系統；其三是語言是具功能的。

## 主要論點
- 1.系統語言學
- 2.功能語言學
- 3.漢語語言學

## 代表性著作
- (1955)《元朝秘史的語言學分析》(博士論文)
- 《功能語法導論》
- 《英語的功能分析》
- 《作為社會符號的語言》
- (1981)「漢語音韻學理論的起源和早期發展」
- (1986)「學習亞洲語言」